# Khyri Thomas
Khyri Thomas, né le 8 mai 1996 à Omaha dans le Nebraska, est un joueur américain de basket-ball évoluant au poste d'arrière.

## Biographie

### Carrière universitaire
Entre 2015 et 2018, il joue pour les Bluejays de Creighton à l'université Creighton.

### Carrière professionnelle

#### Pistons de Détroit (2018-2020)
Le 21 juin 2018, il est drafté par les 76ers de Philadelphie puis envoyé aux Pistons de Détroit en échange de deux futurs choix de second tour de draft.
Le 25 juillet 2018, les Pistons de Detroit annoncent avoir signé le premier contrat NBA de Khyri Thomas.
Entre le 2 et le 25 novembre 2018, il est envoyé plusieurs fois chez le Drive de Grand Rapids, l'équipe de G-League affiliée aux Pistons.
Le 19 novembre 2020, il est envoyé aux Hawks d'Atlanta avec Tony Snell en échange de Dewayne Dedmon, il est coupé par les Hawks quatre jours plus tard. Il est recruté par les Spurs en décembre et licencié le 12 décembre avant le début de la saison régulière.

#### Rockets de Houston (2021)
Le 7 mai 2021, Thomas signe un contrat de 10 jours avec les Rockets de Houston. Le 14 mai 2021, il signe jusqu'à la fin de saison en faveur des Rockets de Houston.

#### Passage en Europe (depuis 2021)
Thomas s'engage avec le Bilbao Basket au début de la saison 2021-2022. En janvier 2022, il rejoint, jusqu'à la fin de la saison, le Maccabi Tel-Aviv, club qui évolue en Euroligue.

## Palmarès
- 2× Défenseur de l'année de la NCAA Big East Conference (2017, 2018)
- Second-team All-Big East (2018)

## Statistiques

### Universitaires
| Saison    | Équipe    | Matchs | Titul. | Min./m | % Tir | % 3pts | % LF | Rbds/m. | Pass/m. | Int/m. | Ctr/m. | Pts/m. |
| --------- | --------- | ------ | ------ | ------ | ----- | ------ | ---- | ------- | ------- | ------ | ------ | ------ |
| 2015-2016 | Creighton | 34     | 26     | 18,6   | 47,1  | 41,8   | 52,1 | 3,68    | 1,35    | 0,97   | 0,09   | 6,24   |
| 2016-2017 | Creighton | 35     | 35     | 31,2   | 50,2  | 39,3   | 76,6 | 5,77    | 3,34    | 1,49   | 0,43   | 12,26  |
| 2017-2018 | Creighton | 33     | 33     | 31,7   | 53,8  | 41,1   | 78,8 | 4,36    | 2,79    | 1,70   | 0,24   | 15,06  |
| Total     | Total     | 102    | 94     | 27,2   | 51,0  | 40,6   | 71,9 | 4,62    | 2,50    | 1,38   | 0,25   | 11,16  |

### Professionnelles

#### Saison régulière
| Saison    | Équipe  | Matchs | Titul. | Min./m | % Tir | % 3pts | % LF  | Rbds/m. | Pass/m. | Int/m. | Ctr/m. | Pts/m. |
| --------- | ------- | ------ | ------ | ------ | ----- | ------ | ----- | ------- | ------- | ------ | ------ | ------ |
| 2018-2019 | Détroit | 26     | 0      | 7,5    | 31,9  | 28,6   | 63,6  | 0,77    | 0,31    | 0,27   | 0,19   | 2,35   |
| 2019-2020 | Détroit | 8      | 0      | 7,7    | 29,4  | 35,7   | 50,0  | 0,12    | 0,38    | 0,38   | 0,00   | 2,12   |
| 2020-2021 | Houston | 5      | 2      | 30,6   | 48,5  | 33,3   | 100,0 | 3,60    | 5,00    | 1,80   | 1,20   | 16,40  |
| Total     | Total   | 39     | 2      | 10,5   | 31,4  | 38,8   | 75,0  | 1,00    | 0,90    | 0,50   | 0,30   | 4,10   |

Mise à jour le 23 septembre 2021

#### Playoffs
| Saison | Équipe  | Matchs | Titul. | Min./m | % Tir | % 3pts | % LF  | Rbds/m. | Pass/m. | Int/m. | Ctr/m. | Pts/m. |
| ------ | ------- | ------ | ------ | ------ | ----- | ------ | ----- | ------- | ------- | ------ | ------ | ------ |
| 2019   | Détroit | 3      | 0      | 5,0    | 50,0  | 25,0   | 100,0 | 0,67    | 0,00    | 0,67   | 0,00   | 4,67   |
| Total  | Total   | 3      | 0      | 5,0    | 50,0  | 25,0   | 100,0 | 0,67    | 0,00    | 0,67   | 0,00   | 4,67   |

Mise à jour le 14 juin 2019

## Records sur une rencontre en NBA
Les records personnels de Khyri Thomas en NBA sont les suivants, :
| Type de statistique        | Saison régulière | Saison régulière        | Saison régulière | Playoffs | Playoffs             | Playoffs      |
| Type de statistique        | Record           | Adversaire              | Date             | Record   | Adversaire           | Date          |
| -------------------------- | ---------------- | ----------------------- | ---------------- | -------- | -------------------- | ------------- |
| Points                     | 27               | @ Jazz de l'Utah        | 8 mai 2021       | 9        | @ Bucks de Milwaukee | 14 avril 2019 |
| Paniers marqués            | 10               | @ Jazz de l'Utah        | 8 mai 2021       | 4        | @ Bucks de Milwaukee | 14 avril 2019 |
| Paniers tentés             | 21               | @ Jazz de l'Utah        | 8 mai 2021       | 6        | @ Bucks de Milwaukee | 14 avril 2019 |
| Paniers à 3 points réussis | 4                | @ Jazz de l'Utah        | 8 mai 2021       | 1        | @ Bucks de Milwaukee | 14 avril 2019 |
| Paniers à 3 points tentés  | 12               | @ Jazz de l'Utah        | 8 mai 2021       | 2        | @ Bucks de Milwaukee | 14 avril 2019 |
| Lancers francs réussis     | 5                | @ Bucks de Milwaukee    | 1er janvier 2019 | 1        | Bucks de Milwaukee   | 22 avril 2019 |
| Lancers francs tentés      | 7                | @ Bucks de Milwaukee    | 1er janvier 2019 | 1        | Bucks de Milwaukee   | 22 avril 2019 |
| Rebonds offensifs          | 2                | 3 fois                  | 3 fois           | -        | -                    | -             |
| Rebonds défensifs          | 4                | @ Jazz de l'Utah        | 8 mai 2021       | 1        | 2 fois               | 2 fois        |
| Rebonds totaux             | 5                | @ Jazz de l'Utah        | 8 mai 2021       | 1        | 2 fois               | 2 fois        |
| Passes décisives           | 11               | @ Lakers de Los Angeles | 12 mai 2021      | -        | -                    | -             |
| Interceptions              | 5                | @ Jazz de l'Utah        | 8 mai 2021       | 1        | 2 fois               | 2 fois        |
| Contres                    | 3                | Clippers de Los Angeles | 14 mai 2021      | -        | -                    | -             |
| Balles perdues             | 2                | 2 fois                  | 2 fois           | -        | -                    | -             |
| Minutes jouées             | 37               | @ Lakers de Los Angeles | 12 mai 2021      | 9        | @ Bucks de Milwaukee | 14 avril 2019 |

- Double-double : 0
- Triple-double : 0

Dernière mise à jour : 29 juin 2021